# Ambroży Edward Barlow
Edward Ambroży Barlow OSB (ur. 1585 w Barlow Hall pod Manchesterem, zm. 10 września 1641 w Lancaster) – święty Kościoła katolickiego, angielski męczennik, ofiara prześladowań antykatolickich.

## Życiorys
Pochodził z katolickiej rodziny dotkniętej prześladowaniami religijnymi. Po odbyciu studiów w Douai i Valladolid wstąpił do zakonu benedyktynów. Jako wyświęcony kapłan powrócił do ojczyzny w 1617 roku. Aresztowany został w czasie sprawowania posługi kapłańskiej na Wielkanoc 1641 roku. We wrześniu tegoż roku skazany został na karę śmierci. Zginął powieszony.
Relikwie Edwarda Ambrożego Barlowa znajdują się w opactwie Stanbrook (Worcester) i Wardley Hall pod Manchesterem.
Beatyfikowany 15 grudnia 1929 roku przez papieża Piusa XI, a kanonizowany został w grupie Czterdziestu męczenników Anglii i Walii przez Pawła VI 25 października 1970 roku.
Wspomnienie liturgiczne przypada w dies natalis (10 września).